# Пегасо (футболист)
Франсиско Эстебан Аэдо (исп. Francisco Esteban Aedo, также известный как Пегасо (исп. Pegaso); 10 января 1938, Португалете, Страна Басков, Испания — 19 июня 2015, там же) — испанский футболист, защитник.

## Биография
Родился 10 января 1938 года в городе Португалете, Страна Басков. Карьеру начал в 1958 году в клубе второй испанской лиги «Сестао Спорт», где выступал до 1961 года и провёл 86 матчей. В 1961 году перешёл в другой клуб лиги «Депортиво Ла-Корунья». В первый же сезон с клубом стал победителем Сегунды. В сезоне 1962/1963 провёл 17 матчей в Примере, однако по итогам сезона клуб занял 14 место в лиге и вернулся в Сегунду, уступив в стыковых матчах. На следующий сезон «Депортиво» вновь выиграл Сегунду, но в том же году игрок покинул команду. В 1965 подписал контракт с «Бадалоной», в которой провёл один сезон. Последним клубом футболиста стал «Логроньес», за который он выступал в сезоне 1966/1967 в Сегунде.
19 июня 2015 года умер в своём родном городе.

## Достижения
«Депортиво Ла-Корунья»
- Победитель Сегунды (2): 1961/1962, 1963/1964